# Adolf Zupan
Adolf Zupan, slovenski policist, gospodarstvenik in politik, * 21. oktober 1953, Poljane pri Mirni Peči.
Med letoma 1995 in 1998 je bil generalni direktor Telekoma Slovenije in med letoma 2002 in 2007 član Državnega sveta Republike Slovenije.
V letih 2002−2006 je bil predsednik Uprave Zavarovalnice Tilia d.d. iz Novega mesta.
Na državnozborskih volitvah leta 2011 je kandidiral na listi DeSUS.
Na kongresu stranke DeSUS junija 2024 je bil izvoljen za podpredsednika stranke.